# Division 1 i ishockey 2001/2002
Division 1 i ishockey 2001/2002 var säsongens tredje högsta ishockeyserie i Sverige. Divisionen bestod av 74 lag geografiskt uppdelade i 4 regioner och 8 serier. Regionerna benämndes Norra, Östra, Västra och Södra och hade två serier vardera benämnda A och B. I öster, väster och söder gick de bästa lagen vidare till regionens Allettan och kvarvarande lag spelade vidare i vårserier. I östra regionen var dessa vårserier sammanslagna till en, medan den västra och södra regionen spelade man kvar i respektive A- och B-serie. 
I den norra regionen gick de två bästa lagen i varje serie direkt till Förkval till Allsvenskan. I södra och västra regionen gick de bästa lagen från Allettan och vårserierna till förkval. I den östra regionen gick vinnaren av Allettan direkt till kvalserien till Allsvenskan och tvåan i Allettan tillsammans med vinnaren av vårserien till förkvalet.
I den norra regionen kvalade de två sämsta lagen i varje serie till Division 1 nästa säsong. I den västra regionen fick det sista laget i vårseriens serie A och B kvala och i den östra regionen fick de två sista lagen kvala till nästa säsong. I den södra regionen minskade man antalet lag till nästa säsong. De tre sämsta lagen från vårserierna flyttades direkt ner till division två, alla övriga lag i vårserien samt de två sämsta från Allettan gick till återkvalserien. Av de 12 lagen som kvalade fick endast fyra behålla sin plats i serien till nästa säsong. Årets 20 lag reducerades alltså till 12 inför nästa säsong.

## Deltagande lag
Sedan förra säsongen hade tre lag flyttats ner från Allsvenskan: Kumla, Mölndal och Vallentuna. Dessutom hade tio lag flyttats upp från Division 2 Asplöven (Haparanda), Bäcken (Göteborg), Gnesta, Hallsberg, Haninge, Partille (Göteborg), Salem (Tumba), Sollefteå, Västerås IK Ungdom och Växjö. Dalen (Norrahammar) hade flyttats från Södra A till B.
| Division 1 Norra A                                                                       |
| ---------------------------------------------------------------------------------------- |
| Asplöven HC ▲ Clemensnäs HC Kalix HF Lycksele SK SK Lejon Tegs SK Vännäs HC Överkalix IF |

| Division 1 Norra B |
| --- |
| AIK Hockey Härnösand Brunflo IK KB 65 Kovlands IF Kramfors-Alliansen LN 91 Sollefteå HK ▲ Svedjeholmens IF Örnsköldsviks SK Östersunds IK |

| Division 1 Västra A |
| --- |
| Avesta BK Borlänge HF Hedemora SK Hille/Åbyggeby IK Hudiksvalls HC Skutskärs SK Surahammars IF Valbo AIF Västerås HC Västerås IK Ungdom ▲ |

| Division 1 Västra B                                                                                             |
| --- |
| Arvika HC Grums IK Hammarö HC IFK Hallsberg ▲ IFK Kumla IK ▼ Kristinehamns HT Nor IK Skåre BK Sunne IK Åmåls SK |

| Division 1 Östra A                                                                                     |
| --- |
| Arlanda HC Gimo IF HC Haninge HF ▲ IF Vallentuna BK ▼ IK Waxholm Järfälla HC Trångsunds IF Väsby IK HK |

| Division 1 Östra B                                                                                   |
| --- |
| Gnesta IK ▲ IFK Salem ▲ IK Tälje Linden HC Mälarhöjden/Bredängs IK Nacka HK Skå IK Tumba/Botkyrka IK |

| Division 1 Södra A |
| --- |
| Borås HC Bäcken HC ▲ IF Mölndal Hockey ▼ IK Hästen Mariestad BoIS HC Mjölby HC Nittorps IK Partille HK ▲ Skövde IK Vänersborgs HC |

| Division 1 Södra B |
| --- |
| HK Kings HC Dalen IK Pantern Jonstorps IF Kristianstads IK Limhamn HC Nybro IF Hockey Olofströms IK Tyringe SoSS Växjö Lakers HC ▲ |

## Grundserier

### Division 1 Norra A
Serien spelades med åtta lag i 28 omgångar. Tegs SK från Umeå vann sex poäng före Clemensnäs från Ursviken. Båda lagen gick vidare till Playoff till Allsvenskan. De fyra följande lagen – Vännäs, Asplöven, Lycksele och Kalix – hade spelat färdig för säsongen och var kvalificerade för spel i Division I nästa säsong. De två sista lagen – SK Lejon från Skellefteå och Överkalix IF – gick vidare till Kval till Division 1.
| Nr | Lag           | S  | V  | O | F  | GM  | IM  | MS   | P  |
| -- | ------------- | -- | -- | - | -- | --- | --- | ---- | -- |
| 1  | Tegs SK       | 28 | 25 | 0 | 3  | 244 | 74  | +170 | 50 |
| 2  | Clemensnäs HC | 28 | 21 | 2 | 5  | 174 | 80  | +94  | 44 |
| 3  | Vännäs HC     | 28 | 19 | 1 | 8  | 158 | 99  | +59  | 39 |
| 4  | Asplöven HC   | 28 | 15 | 0 | 13 | 133 | 137 | −4   | 30 |
| 5  | Lycksele SK   | 28 | 9  | 2 | 17 | 112 | 150 | −38  | 20 |
| 6  | Kalix HF      | 28 | 9  | 1 | 18 | 114 | 153 | −39  | 19 |
| 7  | SK Lejon      | 28 | 6  | 2 | 20 | 80  | 174 | −94  | 14 |
| 8  | Överkalix IF  | 28 | 2  | 4 | 22 | 75  | 223 | −148 | 8  |

### Division 1 Norra B
Serien spelades med tio lag i 27 omgångar. Örnsköldsviks SK vann serien före Östersunds IK. Båda lagen gick vidare till Playoff till Allsvenskan. De följande sex lagen – Härnösand, Sollefteå, Brunflo, Kovland (Sundsvall), Svedjeholmen (Domsjö, Örnsköldsvik) och Kramfors – hade spelat färdigt för säsongen och var kvalificerade för Division 1 nästa säsong. De två sista lagen, Lögdeå/Nordmaling 91 (LN 91) och Köpmanholmen/Bjästa IF (KB 65) från Örnsköldsvik gick vidare till Kval till Division 1.
| Nr | Lag                  | S  | V  | O | F  | GM  | IM  | MS   | P  |
| -- | -------------------- | -- | -- | - | -- | --- | --- | ---- | -- |
| 1  | Örnsköldsviks SK     | 27 | 24 | 3 | 0  | 206 | 60  | +146 | 51 |
| 2  | Östersunds IK        | 27 | 22 | 1 | 4  | 152 | 75  | +77  | 45 |
| 3  | AIK Hockey Härnösand | 27 | 13 | 6 | 8  | 125 | 120 | +5   | 32 |
| 4  | Sollefteå HK         | 27 | 12 | 7 | 8  | 135 | 95  | +40  | 31 |
| 5  | Brunflo IK           | 27 | 13 | 3 | 11 | 110 | 96  | +14  | 29 |
| 6  | Kovlands IF          | 27 | 9  | 3 | 15 | 92  | 110 | −18  | 21 |
| 7  | Svedjeholmens IF     | 27 | 8  | 5 | 14 | 89  | 135 | −46  | 21 |
| 8  | Kramfors-Alliansen   | 27 | 5  | 6 | 16 | 79  | 141 | −62  | 16 |
| 9  | LN 91                | 27 | 6  | 2 | 19 | 83  | 128 | −45  | 14 |
| 10 | KB 65                | 27 | 4  | 2 | 21 | 77  | 188 | −111 | 10 |

### Division 1 Västra A
Serien spelades med tio lag i 18 omgångar. Västerås vann före Surahammar, Borlänge och Hille/Åbyggeby (Gävle). Dessa fyra lag var därmed klara för Allettan Västra. Resterande sex lag gick vidare till vårserien. 
| Nr | Lag                | S  | V  | O | F  | GM | IM | MS  | P  |
| -- | ------------------ | -- | -- | - | -- | -- | -- | --- | -- |
| 1  | Västerås IK Ungdom | 18 | 13 | 3 | 2  | 77 | 39 | +38 | 29 |
| 2  | Surahammars IF     | 18 | 9  | 4 | 5  | 82 | 54 | +28 | 22 |
| 3  | Borlänge HF        | 18 | 8  | 4 | 6  | 67 | 57 | +10 | 20 |
| 4  | Hille/Åbyggeby IK  | 18 | 8  | 4 | 6  | 63 | 59 | +4  | 20 |
| 5  | Valbo AIF          | 18 | 7  | 4 | 7  | 55 | 58 | −3  | 18 |
| 6  | Avesta BK          | 18 | 7  | 4 | 7  | 55 | 64 | −9  | 18 |
| 7  | Västerås HC        | 18 | 7  | 2 | 9  | 63 | 69 | −6  | 16 |
| 8  | Skutskärs SK       | 18 | 6  | 3 | 9  | 65 | 79 | −14 | 15 |
| 9  | Hedemora SK        | 18 | 5  | 2 | 11 | 72 | 96 | −24 | 12 |
| 10 | Hudiksvalls HC     | 18 | 4  | 2 | 12 | 57 | 81 | −24 | 10 |

### Division 1 Västra B
Serien spelades med tio lag i 18 omgångar. Sunne vann på målskillnad före Kumla. Sedan följde Grums och Hallsberg. Dessa fyra lag var därmed klara för Allettan Västra. Övriga sex lag gick vidare till vårserien.
| Nr | Lag              | S  | V  | O | F  | GM  | IM  | MS   | P  |
| -- | ---------------- | -- | -- | - | -- | --- | --- | ---- | -- |
| 1  | Sunne IK         | 18 | 16 | 0 | 2  | 155 | 32  | +123 | 32 |
| 2  | IFK Kumla IK     | 18 | 16 | 0 | 2  | 110 | 35  | +75  | 32 |
| 3  | Grums IK         | 18 | 14 | 1 | 3  | 133 | 47  | +86  | 29 |
| 4  | IFK Hallsberg    | 18 | 8  | 2 | 8  | 75  | 58  | +17  | 18 |
| 5  | Åmåls SK         | 18 | 6  | 3 | 9  | 68  | 83  | −15  | 15 |
| 6  | Nor IK           | 18 | 7  | 0 | 11 | 60  | 105 | −45  | 14 |
| 7  | Arvika HC        | 18 | 6  | 1 | 11 | 67  | 80  | −13  | 13 |
| 8  | Skåre BK         | 18 | 5  | 3 | 10 | 56  | 79  | −23  | 13 |
| 9  | Hammarö HC       | 18 | 6  | 1 | 11 | 52  | 104 | −52  | 13 |
| 10 | Kristinehamns HT | 18 | 0  | 1 | 17 | 31  | 184 | −153 | 1  |

### Division 1 Östra A
Serien spelades med åtta lag i fjorton omgångar. Arlanda segrade före Huddingelaget Trångsund, Väsby och Vallentuna. Dessa fyra lag var därmed klara för Allettan Östra. Övriga lag gick vidare till fortsättningsserien.
| Nr | Lag              | S  | V  | O | F  | GM | IM | MS  | P  |
| -- | ---------------- | -- | -- | - | -- | -- | -- | --- | -- |
| 1  | Arlanda HC       | 14 | 11 | 2 | 1  | 67 | 40 | +27 | 24 |
| 2  | Trångsunds IF    | 14 | 8  | 4 | 2  | 51 | 30 | +21 | 20 |
| 3  | Väsby IK HK      | 14 | 7  | 3 | 4  | 61 | 52 | +9  | 17 |
| 4  | IF Vallentuna BK | 14 | 6  | 3 | 5  | 56 | 41 | +15 | 15 |
| 5  | Gimo IF HC       | 14 | 6  | 3 | 5  | 71 | 65 | +6  | 15 |
| 6  | Järfälla HC      | 14 | 5  | 1 | 8  | 43 | 54 | −11 | 11 |
| 7  | Haninge HF       | 14 | 3  | 2 | 9  | 40 | 56 | −16 | 8  |
| 8  | IK Waxholm       | 14 | 1  | 0 | 13 | 32 | 83 | −51 | 2  |

### Division 1 Östra B
Serien spelades med åtta lag i fjorton omgångar. Tumba/Botkyrka segrade före Skå (Stenhamra), Mälarhöjden (Stockholm) och IK Tälje (Södertälje). Dessa fyra lag gick vidare till Allettan Östra. Övriga lag fick spela vidare i fortsättningsserien.
| Nr | Lag                     | S  | V | O | F | GM | IM | MS  | P  |
| -- | ----------------------- | -- | - | - | - | -- | -- | --- | -- |
| 1  | Tumba/Botkyrka IK       | 14 | 9 | 1 | 4 | 61 | 43 | +18 | 19 |
| 2  | Skå IK                  | 14 | 9 | 0 | 5 | 68 | 54 | +14 | 18 |
| 3  | Mälarhöjden/Bredängs IK | 14 | 7 | 4 | 3 | 61 | 51 | +10 | 18 |
| 4  | IK Tälje                | 14 | 6 | 1 | 7 | 59 | 58 | +1  | 13 |
| 5  | Gnesta IK               | 14 | 6 | 1 | 7 | 53 | 63 | −10 | 13 |
| 6  | Nacka HK                | 14 | 5 | 2 | 7 | 67 | 57 | +10 | 12 |
| 7  | Linden HC               | 14 | 5 | 1 | 8 | 45 | 51 | −6  | 11 |
| 8  | IFK Salem               | 14 | 3 | 2 | 9 | 56 | 93 | −37 | 8  |

### Division 1 Södra A
Serien spelades med tio lag i 18 omgångar. Skövde vann på målskillnad före Borås. Sedan följde Norrköpingslaget IK Hästen och Mariestad. Dessa lag gick vidare till Allettan Södra. Övriga sex lag gick vidare till vårserien.
| Nr | Lag               | S  | V  | O | F  | GM  | IM  | MS  | P  |
| -- | ----------------- | -- | -- | - | -- | --- | --- | --- | -- |
| 1  | Skövde IK         | 18 | 14 | 0 | 4  | 111 | 50  | +61 | 28 |
| 2  | Borås HC          | 18 | 12 | 4 | 2  | 90  | 50  | +40 | 28 |
| 3  | IK Hästen         | 18 | 11 | 3 | 4  | 71  | 56  | +15 | 25 |
| 4  | Mariestad BoIS HC | 18 | 11 | 2 | 5  | 90  | 56  | +34 | 24 |
| 5  | Nittorps IK       | 18 | 9  | 5 | 4  | 84  | 64  | +20 | 23 |
| 6  | IF Mölndal Hockey | 18 | 7  | 2 | 9  | 72  | 68  | +4  | 16 |
| 7  | Bäcken HC         | 18 | 5  | 2 | 11 | 61  | 94  | −33 | 12 |
| 8  | Mjölby HC         | 18 | 3  | 5 | 10 | 53  | 79  | −26 | 11 |
| 9  | Vänersborgs HC    | 18 | 3  | 4 | 11 | 50  | 94  | −44 | 10 |
| 10 | Partille HK       | 18 | 0  | 3 | 15 | 34  | 105 | −71 | 3  |

### Division 1 Södra B
Serien spelades med tio lag i 18 omgångar. Växjö Lakers vann före Nybro och sedan följde Pantern (Malmö) och Tyringe. Dessa lag gick vidare till Allettan Södra. Övrige sex lag gick vidare till vårserien.
| Nr | Lag              | S  | V  | O | F  | GM  | IM  | MS  | P  |
| -- | ---------------- | -- | -- | - | -- | --- | --- | --- | -- |
| 1  | Växjö Lakers HC  | 18 | 14 | 2 | 2  | 104 | 42  | +62 | 30 |
| 2  | Nybro IF Hockey  | 18 | 10 | 5 | 3  | 101 | 52  | +49 | 25 |
| 3  | IK Pantern       | 18 | 9  | 5 | 4  | 60  | 57  | +3  | 23 |
| 4  | Tyringe SoSS     | 18 | 9  | 4 | 5  | 86  | 52  | +34 | 22 |
| 5  | Kristianstads IK | 18 | 7  | 4 | 7  | 65  | 69  | −4  | 18 |
| 6  | Jonstorps IF     | 18 | 5  | 6 | 7  | 59  | 63  | −4  | 16 |
| 7  | Limhamn HC       | 18 | 6  | 4 | 8  | 50  | 66  | −16 | 16 |
| 8  | Olofströms IK    | 18 | 5  | 3 | 10 | 52  | 72  | −20 | 13 |
| 9  | HC Dalen         | 18 | 3  | 3 | 12 | 45  | 81  | −36 | 9  |
| 10 | HK Kings         | 18 | 3  | 2 | 13 | 48  | 116 | −68 | 8  |

## Allettan

### Allettan Västra
Kvalificerade lag var de fyra främsta lagen från Division 1 Västra A respektive B. De åtta lagen genomförde en serie med fjorton omgångar. De åtta främsta lagen gick vidare till Förkval Västra. De två sista lagen Hille/Åbyggeby och Hallsberg var klara för säsongen och kvalificerade för Division 1 nästa säsong.
| Nr | Lag                | S  | V  | O | F  | GM | IM | MS  | P  |
| -- | ------------------ | -- | -- | - | -- | -- | -- | --- | -- |
| 1  | Sunne IK           | 14 | 12 | 0 | 2  | 71 | 32 | +39 | 24 |
| 2  | Västerås IK Ungdom | 14 | 10 | 2 | 2  | 55 | 29 | +26 | 22 |
| 3  | Grums IK           | 14 | 7  | 2 | 5  | 49 | 42 | +7  | 16 |
| 4  | IFK Kumla IK       | 14 | 6  | 2 | 6  | 47 | 48 | −1  | 14 |
| 5  | Borlänge HF        | 14 | 7  | 0 | 7  | 45 | 49 | −4  | 14 |
| 6  | Surahammars IF     | 14 | 4  | 2 | 8  | 53 | 65 | −12 | 10 |
| 7  | Hille/Åbyggeby IK  | 14 | 2  | 4 | 8  | 36 | 56 | −20 | 8  |
| 8  | IFK Hallsberg      | 14 | 1  | 2 | 11 | 30 | 65 | −35 | 4  |

### Allettan Östra
Kvalificerade lag var de fyra främsta från Division 1 Östra A respektive B. Lagen genomförde en serie med 21 omgångar. Vallentuna segrade och fick platsen till Kvalserien till Allsvenskan. Tumba/Botkyrka, Arlanda och Mälarhöjden tog de tre följande platserna och fick spela Förkval Östra. Övriga lag var färdigspelade för säsongen och klara för Division 1 nästa säsong.
| Nr | Lag                     | S  | V  | O | F  | GM  | IM  | MS  | P  |
| -- | ----------------------- | -- | -- | - | -- | --- | --- | --- | -- |
| 1  | IF Vallentuna BK        | 21 | 14 | 2 | 5  | 103 | 69  | +34 | 30 |
| 2  | Tumba/Botkyrka IK       | 21 | 12 | 5 | 4  | 97  | 65  | +32 | 29 |
| 3  | Arlanda HC              | 21 | 13 | 3 | 5  | 88  | 65  | +23 | 29 |
| 4  | Mälarhöjden/Bredängs IK | 21 | 9  | 4 | 8  | 87  | 88  | −1  | 22 |
| 5  | Trångsunds IF           | 21 | 9  | 2 | 10 | 78  | 72  | +6  | 20 |
| 6  | Väsby IK HK             | 21 | 7  | 4 | 10 | 76  | 103 | −27 | 18 |
| 7  | Skå IK                  | 21 | 3  | 4 | 14 | 76  | 106 | −30 | 10 |
| 8  | IK Tälje                | 21 | 4  | 2 | 15 | 60  | 97  | −37 | 10 |

### Allettan Södra
Serien spelades av de fyra bästa lagen från Division 1 Södra A respektive B i 14 omgångar. Nybro vann före Borås, Skövde och Växjö. Dessa fyra lag fick platserna till Förkval Södra. De två sista lagen – Tyringe och Pantern – gick vidare till återkvalserien. Övriga lag var klara för Division 1 nästa säsong.
| Nr | Lag               | S  | V | O | F | GM | IM | MS  | P  |
| -- | ----------------- | -- | - | - | - | -- | -- | --- | -- |
| 1  | Nybro IF Hockey   | 14 | 9 | 2 | 3 | 56 | 37 | +19 | 20 |
| 2  | Borås HC          | 14 | 6 | 4 | 4 | 45 | 38 | +7  | 16 |
| 3  | Skövde IK         | 14 | 5 | 5 | 4 | 46 | 42 | +4  | 15 |
| 4  | Växjö Lakers HC   | 14 | 7 | 0 | 7 | 43 | 51 | −8  | 14 |
| 5  | IK Hästen         | 14 | 4 | 5 | 5 | 47 | 51 | −4  | 13 |
| 6  | Mariestad BoIS HC | 14 | 6 | 1 | 7 | 45 | 50 | −5  | 13 |
| 7  | Tyringe SoSS      | 14 | 4 | 4 | 6 | 49 | 50 | −1  | 12 |
| 8  | IK Pantern        | 14 | 4 | 1 | 9 | 39 | 51 | −12 | 9  |

## Vårserier

### Division 1 Västra A vår
Till vårserien kom de sex lag som inte lyckats ta sig till Allettan och de slutförde serien med 15 omgångar. När serien började fick lagen med sig bonuspoäng baserat på placeringarna i grundserien: Valbo 5p, Avesta 4p, Västerås 3p, Skutskär 2p och Hedemora 1p. Vinnaren Valbo gick vidare till Förkval Västra. De två sista lagen, Hedemora och Hudiksvall gick vidare till Kval till Division 1 Västra. Övriga lag var klara för säsongen och klara för Division 1 nästa säsong.
| Nr | Lag            | S  | V | O | F | GM | IM | MS  | P  |
| -- | -------------- | -- | - | - | - | -- | -- | --- | -- |
| 1  | Valbo AIF      | 15 | 8 | 1 | 6 | 53 | 45 | +8  | 22 |
| 2  | Skutskärs SK   | 15 | 8 | 3 | 4 | 78 | 59 | +19 | 21 |
| 3  | Västerås HC    | 15 | 8 | 1 | 6 | 61 | 58 | +3  | 20 |
| 4  | Avesta BK      | 15 | 6 | 1 | 8 | 40 | 45 | −5  | 17 |
| 5  | Hedemora SK    | 15 | 5 | 3 | 7 | 58 | 66 | −8  | 14 |
| 6  | Hudiksvalls HC | 15 | 4 | 3 | 8 | 37 | 54 | −17 | 11 |

### Division 1 Västra B vår
Serien bestod av de sex lag som inte gått vidare till Allettan. Vid starten hade lagen med sig bonuspoäng baserade på placeringarna i grundserien: Åmål 5p, Nor 4p, Arvika 3p, Skåre 2p samt Hammarö 1p. Efter 15 omgångar stod Arvika som segrare och tog platsen till Förkval Västra. De två sista lagen, Åmål och Kristinehamn, gick vidare till Kval till Division 1 Västra. Övriga lag var klara för Division 1 nästa säsong.
| Nr | Lag              | S  | V  | O | F  | GM | IM | MS  | P  |
| -- | ---------------- | -- | -- | - | -- | -- | -- | --- | -- |
| 1  | Arvika HC        | 15 | 10 | 2 | 3  | 73 | 44 | +29 | 25 |
| 2  | Skåre BK         | 15 | 8  | 2 | 5  | 71 | 53 | +18 | 20 |
| 3  | Hammarö HC       | 15 | 9  | 1 | 5  | 56 | 55 | +1  | 20 |
| 4  | Nor IK           | 15 | 7  | 1 | 7  | 55 | 57 | −2  | 19 |
| 5  | Åmåls SK         | 15 | 5  | 1 | 9  | 55 | 63 | −8  | 16 |
| 6  | Kristinehamns HT | 15 | 1  | 3 | 11 | 47 | 85 | −38 | 5  |

### Division 1 Östra forts
Serien bestod av lagen från Division 1 Östra A och B som inte gått vidare till Allettan, sammanlagt åtta lag som spelade i 21 omgångar. Gimo vann serien och fick platsen till Förkval Östra. De två sista lagen – Haninge och Waxholm – gick vidare till Kval till Division 1 Östra. Övriga lag var klara för  Division 1 nästa säsong.
| Nr | Lag         | S  | V  | O | F  | GM  | IM  | MS  | P  |
| -- | ----------- | -- | -- | - | -- | --- | --- | --- | -- |
| 1  | Gimo IF HC  | 21 | 15 | 1 | 5  | 127 | 79  | +48 | 31 |
| 2  | Nacka HK    | 21 | 11 | 3 | 7  | 93  | 79  | +14 | 25 |
| 3  | Linden HC   | 21 | 10 | 3 | 8  | 75  | 59  | +16 | 23 |
| 4  | Järfälla HC | 21 | 10 | 2 | 9  | 74  | 68  | +6  | 22 |
| 5  | Gnesta IK   | 21 | 9  | 3 | 9  | 87  | 89  | −2  | 21 |
| 6  | IFK Salem   | 21 | 7  | 5 | 9  | 86  | 89  | −3  | 19 |
| 7  | Haninge HF  | 21 | 6  | 5 | 10 | 68  | 87  | −19 | 17 |
| 8  | IK Waxholm  | 21 | 4  | 2 | 15 | 57  | 117 | −60 | 10 |

### Division 1 Södra A vår
Vinnarna från Division II Södra A respektive B (Göteborgs IK samt Tibro IK) deltog i serien tillsammans med lagen från höstserien som inte tagit sig till Allettan. Mölndal, Nittorp (Tranemo), Mjölby, Göteborgs IK och Bäcken (Göteborg) gick vidare till återkvalsserien medan Tibro, Vänersborg och Partille fick spela i Division II säsongen som följde.
| Nr | Lag               | S  | V  | O | F | GM | IM | MS  | P  |
| -- | ----------------- | -- | -- | - | - | -- | -- | --- | -- |
| 1  | IF Mölndal Hockey | 14 | 10 | 1 | 3 | 78 | 40 | +38 | 21 |
| 2  | Nittorps IK       | 14 | 9  | 2 | 3 | 79 | 44 | +35 | 20 |
| 3  | Mjölby HC         | 14 | 9  | 1 | 4 | 53 | 32 | +21 | 19 |
| 4  | Göteborgs IK      | 14 | 5  | 2 | 7 | 61 | 62 | −1  | 12 |
| 5  | Bäcken HC         | 14 | 6  | 0 | 8 | 57 | 61 | −4  | 12 |
| 6  | Tibro IK          | 14 | 5  | 1 | 8 | 51 | 79 | −28 | 11 |
| 7  | Vänersborgs HC    | 14 | 3  | 3 | 8 | 44 | 71 | −27 | 9  |
| 8  | Partille HK       | 14 | 3  | 2 | 9 | 41 | 75 | −34 | 8  |

### Division 1 Södra B vår
Boro/Vetlanda och Helsingborg som vunnit Division II Södra C respektive D, deltog i serien tillsammans med lagen som inte tagit sig vidare till Allettan. Jonstorp, Kristianstad, Limhamn, Helsingborg och Olofström gick vidare till återkvalsserien. HK Kings (Kungsbacka), Boro/Vetlanda och Dalen (Norrahammar) spelade i Division II nästkommande säsong.
| Nr | Lag              | S  | V  | O | F  | GM | IM | MS  | P  |
| -- | ---------------- | -- | -- | - | -- | -- | -- | --- | -- |
| 1  | Jonstorps IF     | 14 | 10 | 1 | 3  | 47 | 34 | +13 | 21 |
| 2  | Kristianstads IK | 14 | 8  | 3 | 3  | 59 | 37 | +22 | 19 |
| 3  | Limhamn HC       | 14 | 6  | 3 | 5  | 54 | 49 | +5  | 15 |
| 4  | Helsingborgs HC  | 14 | 7  | 1 | 6  | 59 | 67 | −8  | 15 |
| 5  | Olofströms IK    | 14 | 5  | 4 | 5  | 59 | 56 | +3  | 14 |
| 6  | HK Kings         | 14 | 5  | 2 | 7  | 51 | 58 | −7  | 12 |
| 7  | Boro/Vetlanda HC | 14 | 5  | 1 | 8  | 47 | 51 | −4  | 11 |
| 8  | HC Dalen         | 14 | 2  | 1 | 11 | 38 | 62 | −24 | 5  |

## Playoff och Förkval till Allsvenskan

### Playoff Norra
- Tegs SK–Östersunds IK 4–3, 5–1
- Örnsköldsviks SK–Clemensnäs HC 5–4, 5–5

Teg och Örnsköldsvik kvalificerade sig för Kvalserien till Allsvenskan.

### Förkval Västra
Kvalificerade var lag de sex främsta lagen i Allettan Västra samt vinnarna från vårserierna. Förkvalet speldes i två grupper med fyra lag i vardera och sex omgångar per grupp. Sunne och Västerås IK vann varsin grupp och fick därmed platserna till Kvalserien till Allsvenskan. Övriga lag fick fortsätta i Division 1 nästa säsong.
Grupp A
| Nr | Lag          | S | V | O | F | GM | IM | MS  | P |
| -- | ------------ | - | - | - | - | -- | -- | --- | - |
| 1  | Sunne IK     | 6 | 2 | 3 | 1 | 29 | 16 | +13 | 7 |
| 2  | IFK Kumla IK | 6 | 2 | 2 | 2 | 16 | 19 | −3  | 6 |
| 3  | Borlänge HF  | 6 | 2 | 2 | 2 | 16 | 24 | −8  | 6 |
| 4  | Valbo AIF    | 6 | 1 | 3 | 2 | 11 | 13 | −2  | 5 |

Grupp B
| Nr | Lag                | S | V | O | F | GM | IM | MS  | P  |
| -- | ------------------ | - | - | - | - | -- | -- | --- | -- |
| 1  | Västerås IK Ungdom | 6 | 5 | 1 | 0 | 29 | 7  | +22 | 11 |
| 2  | Grums IK           | 6 | 3 | 1 | 2 | 45 | 19 | +26 | 7  |
| 3  | Surahammars IF     | 6 | 2 | 0 | 4 | 30 | 37 | −7  | 4  |
| 4  | Arvika HC          | 6 | 1 | 0 | 5 | 16 | 57 | −41 | 2  |

### Förkval Östra
I serien deltog lag 2–4 från Allettan Östra samt vinnaren av den östra vårserien. Efter sex omgångar stod Tumba/Botkyrka som vinnare, därmed fick de platsen i Kvalserien till Allsvenskan. Övriga lag spelar kvar i Division 1 nästa säsong.
| Nr | Lag                     | S | V | O | F | GM | IM | MS  | P |
| -- | ----------------------- | - | - | - | - | -- | -- | --- | - |
| 1  | Tumba/Botkyrka IK       | 6 | 4 | 0 | 2 | 37 | 23 | +14 | 8 |
| 2  | Arlanda Wings HC        | 6 | 3 | 0 | 3 | 39 | 32 | +7  | 6 |
| 3  | Mälarhöjden/Bredängs IK | 6 | 2 | 2 | 2 | 28 | 33 | −5  | 6 |
| 4  | Gimo IF HC              | 6 | 1 | 2 | 3 | 20 | 36 | −16 | 4 |

### Förkval Södra
I förkvalet deltog de fyra främsta lagen i Allettan Södra. Efter sex omgångar stod Växjö som vinnare på målskillnad före Nybro. Båda lagen fick en plats i Kvalserien till Allsvenskan. Övriga lag spelade i Division 1 nästa säsong.
| Nr | Lag             | S | V | O | F | GM | IM | MS | P |
| -- | --------------- | - | - | - | - | -- | -- | -- | - |
| 1  | Växjö Lakers HC | 6 | 4 | 0 | 2 | 27 | 18 | +9 | 8 |
| 2  | Nybro IF Hockey | 6 | 3 | 2 | 1 | 14 | 13 | +1 | 8 |
| 3  | Skövde IK       | 6 | 1 | 2 | 3 | 22 | 26 | −4 | 4 |
| 4  | Borås HC        | 6 | 1 | 2 | 3 | 16 | 22 | −6 | 4 |

## Kval till Allsvenskan
Kvalserien till Allsvenskan Norra
I den norra kvalserien deltog sex lag; segraren från Allettan Östra (Vallentuna), två lag från Playoff Norra (Örnsköldsvik och Teg), ett lag från Förkval östra (Tumba/Botkyrka), samt de två sämsta lagen från Allsvenskan Norra (Almtuna och Tierp). Toppstriden var tät, Vallentuna vann ett poäng före Örnsköldsvik som i sin tur bara var målskillnaden bättre än Tumba. Vallentuna och Örnsköldsvik gick vidare till Allsvenskan nästa säsong. Övriga lag fick spela i Division 1.
| Nr | Lag               | S  | V | ÖV | ÖF | F | GM | IM | MS  | P  |
| -- | ----------------- | -- | - | -- | -- | - | -- | -- | --- | -- |
| 1  | IF Vallentuna BK  | 10 | 7 | 0  | 0  | 3 | 39 | 29 | +10 | 21 |
| 2  | Örnsköldsviks SK  | 10 | 5 | 2  | 1  | 2 | 48 | 31 | +17 | 20 |
| 3  | Tumba/Botkyrka IK | 10 | 6 | 0  | 2  | 2 | 43 | 34 | +9  | 20 |
| 4  | Almtuna IS        | 10 | 4 | 1  | 0  | 5 | 31 | 28 | +3  | 14 |
| 5  | Tierps HK         | 10 | 3 | 0  | 1  | 6 | 25 | 41 | −16 | 10 |
| 6  | Tegs SK           | 10 | 1 | 1  | 0  | 8 | 29 | 52 | −23 | 5  |

Kvalserien till Allsvenskan Södra
I den södra kvalserien deltog sex lag; två vinnare från Förkval Västra (Sunne och Västerås IK), två vinnare från Förkval Södra (Växjö och Nybro) samt de två sämsta lagen från Allsvenskan Södra (Mörrum och Gislaved). Serien spelades i tio omgångar och Nybro vann ett poäng före Mörrum. Dessa båda lag var därmed klara för Allsvenskan 2002/2003. Övriga lag spelar i Division 1 nästa säsong.
| Nr | Lag                | S  | V | ÖV | ÖF | F | GM | IM | MS  | P  |
| -- | ------------------ | -- | - | -- | -- | - | -- | -- | --- | -- |
| 1  | Nybro IF Hockey    | 10 | 5 | 2  | 0  | 3 | 40 | 29 | +11 | 19 |
| 2  | Mörrums GoIS IK    | 10 | 6 | 0  | 0  | 4 | 43 | 31 | +12 | 18 |
| 3  | Västerås IK Ungdom | 10 | 5 | 0  | 1  | 4 | 31 | 23 | +8  | 16 |
| 4  | Växjö Lakers HC    | 10 | 4 | 0  | 1  | 5 | 33 | 36 | −3  | 13 |
| 5  | Sunne IK           | 10 | 4 | 0  | 1  | 5 | 39 | 52 | −13 | 13 |
| 6  | Gislaveds SK       | 10 | 3 | 1  | 0  | 6 | 31 | 46 | −15 | 11 |

## Kval till Division 1
Kval till Division 1 Norra A
Vinnaren Malå vann en plats i Division I nästa säsong, tvåan SK Lejon (Skellefteå) försvarade sin plats.
| Nr | Lag          | S | V | O | F | GM | IM | MS | P |
| -- | ------------ | - | - | - | - | -- | -- | -- | - |
| 1  | Malå IF      | 6 | 4 | 1 | 1 | 28 | 20 | +8 | 9 |
| 2  | SK Lejon     | 6 | 2 | 2 | 2 | 19 | 18 | +1 | 6 |
| 3  | Älvsby IF    | 6 | 2 | 1 | 3 | 19 | 27 | −8 | 5 |
| 4  | Överkalix IF | 6 | 2 | 0 | 4 | 22 | 23 | −1 | 4 |

Kval till Division 1 Norra B
LN 91 (Nordmaling) och Bräcke spelar i Division 1 nästa säsong. Övriga lag till Division II.
| Nr | Lag       | S | V | O | F | GM | IM | MS  | P |
| -- | --------- | - | - | - | - | -- | -- | --- | - |
| 1  | LN 91     | 6 | 3 | 3 | 0 | 26 | 14 | +12 | 9 |
| 2  | Bräcke IK | 6 | 3 | 2 | 1 | 27 | 28 | −1  | 8 |
| 3  | KB 65     | 6 | 1 | 2 | 3 | 19 | 23 | −4  | 4 |
| 4  | Husum HK  | 6 | 1 | 1 | 4 | 18 | 25 | −7  | 3 |

Kval till Division 1 Västra A
Hudiksvall och Söderhamn/Ljusne klara för Division 1 nästa säsong. Övriga lag fick spela i Division II.
| Nr | Lag                 | S | V | O | F | GM | IM | MS  | P |
| -- | ------------------- | - | - | - | - | -- | -- | --- | - |
| 1  | Hudiksvalls HC      | 6 | 4 | 1 | 1 | 36 | 16 | +20 | 9 |
| 2  | Söderhamn/Ljusne HC | 6 | 3 | 1 | 2 | 27 | 23 | +4  | 7 |
| 3  | Smedjebacken HC     | 6 | 2 | 1 | 3 | 24 | 40 | −16 | 5 |
| 4  | Hedemora SK         | 6 | 1 | 1 | 4 | 26 | 34 | −8  | 3 |

Kval till Division 1 Västra B
IK Viking från Hagfors vann serien och fick en plats i Division 1 nästa säsong. Tvåa kom Åmål som försvarade sin plats i divisionen. Övriga lag återfanns i Division II följande säsong.
| Nr | Lag              | S | V | O | F | GM | IM | MS  | P |
| -- | ---------------- | - | - | - | - | -- | -- | --- | - |
| 1  | IK Viking        | 6 | 4 | 1 | 1 | 38 | 21 | +17 | 9 |
| 2  | Åmåls SK         | 6 | 4 | 0 | 2 | 39 | 26 | +13 | 8 |
| 3  | Karlskoga HC     | 6 | 3 | 1 | 2 | 35 | 19 | +16 | 7 |
| 4  | Kristinehamns HT | 6 | 0 | 0 | 6 | 15 | 61 | −46 | 0 |

Kval till Division 1 Östra
Uppsala vann serien på ett måls bättre målskillnad före Värmdö. Båda lagen bli nya Division 1 nästa säsong. Övriga lag flyttas ner till Division II.
| Nr | Lag          | S | V | O | F | GM | IM | MS  | P |
| -- | ------------ | - | - | - | - | -- | -- | --- | - |
| 1  | Team Uppsala | 6 | 3 | 2 | 1 | 32 | 21 | +11 | 8 |
| 2  | Värmdö HC    | 6 | 4 | 0 | 2 | 30 | 20 | +10 | 8 |
| 3  | IK Waxholm   | 6 | 2 | 2 | 2 | 25 | 29 | −4  | 6 |
| 4  | Haninge HF   | 6 | 0 | 2 | 4 | 17 | 34 | −17 | 2 |

Återkval till Division 1 Södra A
Serien vanns av Mölndal strax före Tyringe. Därmed blev det dessa två lag som fick varsin plats i Division 1 nästa säsong. Övriga lag flyttades ner till Division II.
| Nr | Lag               | S  | V | O | F | GM | IM | MS  | P  |
| -- | ----------------- | -- | - | - | - | -- | -- | --- | -- |
| 1  | IF Mölndal Hockey | 10 | 8 | 1 | 1 | 38 | 31 | +7  | 17 |
| 2  | Tyringe SoSS      | 10 | 7 | 1 | 2 | 58 | 28 | +30 | 15 |
| 3  | Nittorps IK       | 10 | 5 | 1 | 4 | 47 | 25 | +22 | 11 |
| 4  | Mjölby HC         | 10 | 3 | 3 | 4 | 31 | 33 | −2  | 9  |
| 5  | Göteborgs IK      | 10 | 2 | 2 | 6 | 32 | 45 | −13 | 6  |
| 6  | Bäcken HC         | 10 | 1 | 0 | 9 | 28 | 72 | −44 | 2  |

Återkval till Division 1 Södra B
Pantern från Malmö segrade strax före Kristianstad. Dessa båda lag fick platserna i Division 1 nästa säsong. Övriga lag fick spela i Division II.
| Nr | Lag              | S  | V | O | F | GM | IM | MS  | P  |
| -- | ---------------- | -- | - | - | - | -- | -- | --- | -- |
| 1  | IK Pantern       | 10 | 7 | 2 | 1 | 46 | 19 | +27 | 16 |
| 2  | Kristianstads IK | 10 | 5 | 4 | 1 | 55 | 39 | +16 | 14 |
| 3  | Jonstorps IF     | 10 | 5 | 2 | 3 | 40 | 35 | +5  | 12 |
| 4  | Helsingborgs HC  | 10 | 2 | 3 | 5 | 39 | 51 | −12 | 7  |
| 5  | Olofströms IK    | 10 | 3 | 0 | 7 | 36 | 55 | −19 | 6  |
| 6  | Limhamn HC       | 10 | 2 | 1 | 7 | 29 | 46 | −17 | 5  |